# Евлашево (Мордовия)
 Евлашево  — село в Лямбирском районе Мордовии в составе  Первомайского сельского поселения.

## География
Находится на расстоянии примерно 20 км на северо-запад от северо-западной границы города Саранск.

## История
Известно с 1682 года, в 1869 году учитывалось как владельческое село Евлашево (Покровское) из 59 дворов, название дано по фамилии хозяев. 
По данным 5 ревизии от 1795 года в село переведена группа крестьян (85 душ мужеского пола и 83 женского с их семействами и новорожденными) из села Никольского Гуленки тож Лукояновской округи Нижегородского наместничества. Гуленки были проданы помещиком «пример майором» Дмитрием Захаровичем Евлашевым помещику секунд майору Евграфу Алексеевичу Лебедеву, но данные крестьяне были исключены из продажи и переведены в другую вотчину Д. З. Евлашева. 
Ныне имеет дачный характер.

## Население
Постоянное население составляло 1 человек (русские 100%) в 2002 году, 0 в 2010 году .